# Ohorn
Ohorn è un comune di 2.505 abitanti della Sassonia, in Germania.
Appartiene al circondario (Landkreis) di Bautzen (targa BZ) ed è parte della comunità amministrativa (Verwaltungsverband) di Pulsnitz.
Nel territorio comunale vi sono le sorgenti del fiume Pulsnitz.